# Französisches Afar- und Issa-Territorium
Französisches Afar- und Issa-Territorium (französisch Territoire français des Afars et des Issas, auch als TFAI abgekürzt) war von 1967 bis 1977 die offizielle Bezeichnung der damaligen französischen Kolonie, aus der 1977 der unabhängige Staat Dschibuti entstand.
Von 1896 bis 1967 hieß das Gebiet Französische Somaliküste (Côte française des Somalis). Den neuen Namen Französisches Afar- und Issa-Territorium erhielt es nach einer Abstimmung am 19. März 1967, bei der sich eine Mehrheit der Abstimmenden gegen eine Unabhängigkeit und für den Verbleib bei Frankreich aussprach. Der Name bezieht sich auf die beiden größten Ethnien des Gebiets, die Afar und die zu den Somali gehörenden Issa.
Nach einem Referendum am 27. Juni 1977, in dem sich 99,8 % der Abstimmenden für die Loslösung von Frankreich aussprachen, wurde das Territorium am 30. Juni 1977 unter dem Namen „Dschibuti“ unabhängig.